# Julio Hernández Cordón
Julio Hernández Cordón (Raleigh, 17 de janeiro de 1975) é um cineasta, produtor cinematográfico e roteirista norte-americano.